# ディストピア飯

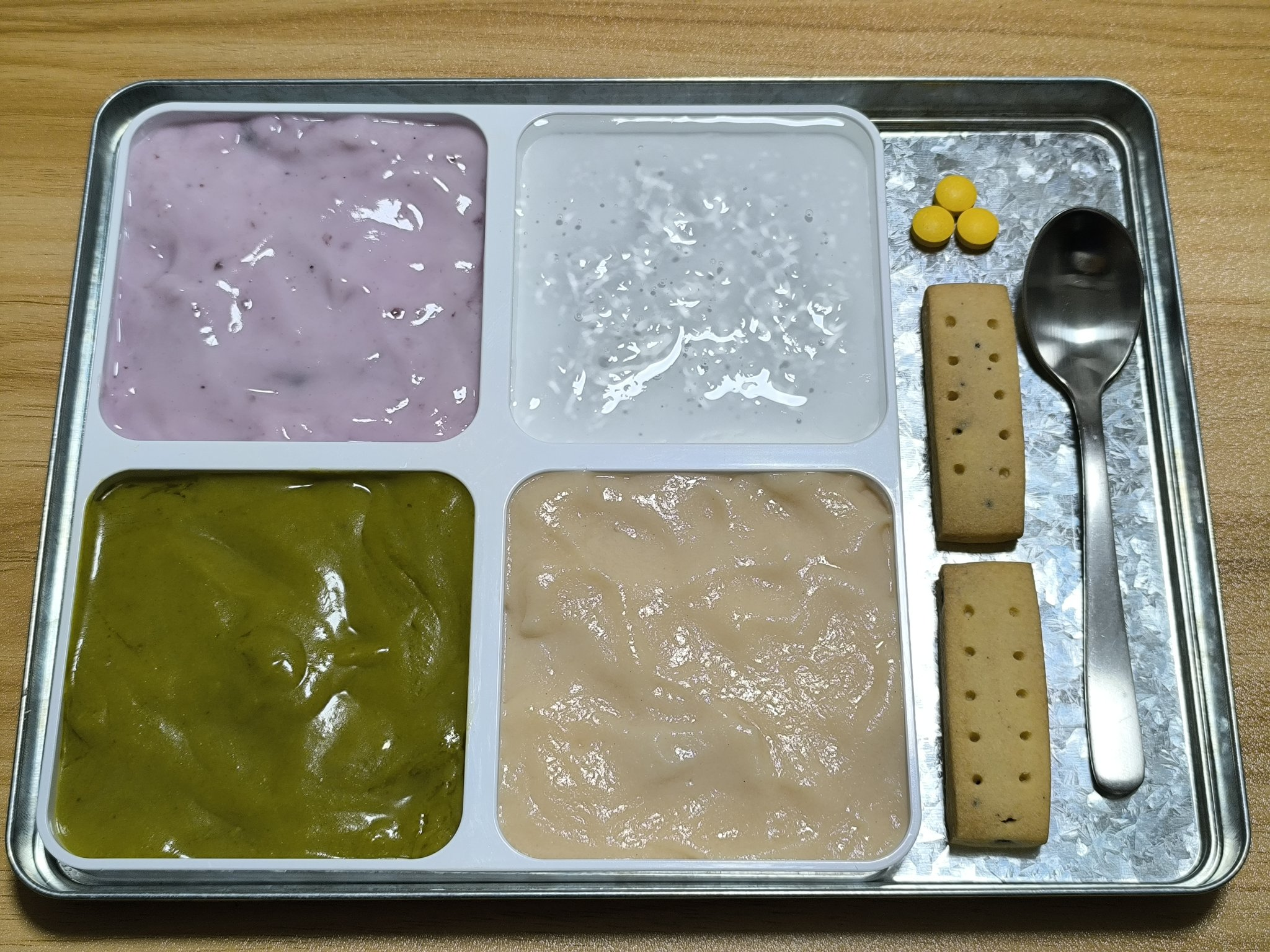
ディストピア飯

ディストピア飯（ディストピアめし）は、食欲をそそらない無機質な食事のことを指すインターネットミームである。

## 概要
同様の食事はこのインターネットミームが現れる前から存在しており、『2001年宇宙の旅』や『機動戦士ガンダム』、『ヱヴァンゲリヲン新劇場版:Q』などでディストピア飯のようなペースト料理が出てきている。これらは単に宇宙食や未来食として出てくることが多いが、『ヱヴァンゲリヲン新劇場版:Q』では前作の『ヱヴァンゲリヲン新劇場版:破』終盤に発生した災害によって、人類が住むことのできる土地がごくわずかなものとなってしまった状況を象徴するアイテムとなっていた。
2017年にペーストやゼリー、固形栄養食や錠剤が金属製のプレートに盛られた食事の写真と共に「核戦争後の荒廃した世界」や「コンピューターに管理された未来」の日常を描いたツイートがTwitter（現在のX）に投稿された。これがきっかけとなって同様の食事がディストピア飯と呼ばれるようになり、Twitterを中心としたインターネットミームとして広まった。Twitterや動画サイトなどではディストピア飯を再現する人が現れたほか、ディストピア飯を題材とした作品を作るアーティストも現れた。集英社ではディストピア飯を対象とした小説の企画賞が開催された。
2024年にサービスを開始したゲーム『学園アイドルマスター』では、登場人物の花海咲季が作る「ブロッコリーと鶏むね肉以外のすべてがペーストで構成された食事」がディストピア飯であると話題になった。同ゲームがスイーツパラダイスとのコラボを実施した際にはこのペースト飯がコラボメニューとして発売された。